# Константинос Дросатос
Константинос Дросатос (грчки: Κωνσταντινος Δροσατος), рођен у Атини, у Грчкој, је грчко-амерички молекуларни биолог, истакнути научник из Охаја и професор фармакологије и системске физиологије на Универзитету Синсинати у Охају. Његови родитељи су били Георгиос Дросатос и Софиа Дросатоу; његова породица потиче из Партена, са острва Евбеја, у Грчкој.

## Образовање и каријера
Дросатос је дипломирао на одсеку за биологију Аристотеловог универзитета у Солуну, у Грчкој 2000. Наставио је постдипломске студије на дипломском програму Молекуларна биологија-биомедицина Одељења биолошког и медицинског факултета Универзитета Крита. Магистрирао је. 2002. и докторирао на молекуларној биологији-биомедицини 2007. године. Током постдипломских студија (2002–2007) био је гостујући истраживач у лабораторији Василиса И. Заниса на Медицинском факултету Универзитета у Бостону. Затим се придружио лабораторији Ире Ј. Голдберга на Универзитету Колумбија, где је похађао постдокторску обуку до 2012, када је унапређен у сарадника истраживача на одељењу за медицину на Универзитету Колумбија. Године 2014. придружио се факултету Медицинског факултета Луис Кац на Универзитету Темпл као доцент за фармакологију, а 2020. је унапређен у ванредног професора са стажом за кардиоваскуларне науке (примарна припадност). Године 2022. примљен је на Медицински колеџ Универзитета у Синсинатију, којем се придружио као истакнути научник из Охаја и професор фармакологије и системске физиологије.

## Истраживачки интереси
Истраживање у његовој лабораторији фокусира се на кардиоваскуларни и системски метаболизам, а посебно на сигналне механизме који повезују срчани стрес код дијабетеса, сепсе и исхемије са измењеним метаболизмом масних киселина у миокарду. Његов објављени рад се фокусира на регулацију транскрипције протеина који су у основи метаболизма липопротеина, срчаног и системског метаболизма масних киселина и митохондријалне функције. Његов рад је идентификовао улогу фактора Krüppel-like factor 5 (KLF5) у регулацији метаболизма срчаних масних киселина код дијабетеса и исхемијске срчане инсуфицијенције, као и како срчана липотоксичност доводи до срчане дисфункције, као и важност оксидације срчаних масних киселина и митохондријалног интегрисања за третман срчане дисфункције у сепси.

## Одликовања и награде
- Добитник награде за изванредну рану каријеру 2014, Америчко удружење за срце, Савет BCVS[13]
- 2016, Почасни грађанин, Општина Источни Мани, Грчка
- 2016, гостујући професор, UCLA Центар за системску биомедицину
- 2017, Награда истраживача за рано истраживање, Медицински факултет Луис Кац на Универзитету Темпл
- 2017, Изабрани члан (FAHA), Америчко удружење за срце
- 2019, изабран за пуноправног члана, Сигма Кси, Почасно друштво за научна истраживања[14]
- 2022, гостујући професор, Медицински факултет, Аристотел Универзитет у Солуну, Грчка
- 2022, Топ-рецензент 2022. за JACC: Основе науке о превођењу[15]
- 2023, Почасно чланство у Биолошком друштву Кипра[16]
- 2023, ванредни професор, Европски универзитет на Кипру[17]
- Главни говорник 2023, Институт за транслациону медицину Тринити, Тринити колеџ Даблин, Ирска[18]
- Главни говорник 2023, Симпозијум о истраживању крвних судова и срца, Институт за биомедицинска истраживања Фралин, Вирџинија Тех у Роанокеу[19]
- 2024, изабран за члана постдипломског колеџа Универзитета у Синсинатију[20]

## Лидерске позиције
- 2006–2010 – оснивачки председник управног одбора, Хеленске биомедицинске асоцијације САД[21]
- 2012–2014 – председник извршног одбора Светске хеленске биомедицинске асоцијације[22]
- 2019–2023 – потпредседник Извршног већа, ARISTEiA-Института за унапређење истраживања и образовања у уметности, науци и технологији[23]
- 2020–2021 – изабрани председавајући Комитета за средњу каријеру, Међународно друштво за истраживање срца - Северноамеричка секција
- 2023–2026 – Генерални секретар Извршног одбора, KOMVOS-NODE[24]
- 2024–2028 – Председник Извршног већа, ARISTEiA-Института за унапређење истраживања и образовања у уметности, науци и технологији[25]